# Államok vezetőinek listája 108-ban
Ezen az oldalon az i. sz. 108-ban fennálló államok vezetőinek névsora olvasható földrészek, majd országok szerinti bontásban. 

## Európa
- Boszporoszi Királyság
  - Király: I. Szauromatész (93/94–123/124)

- Római Birodalom
  - Császár: Traianus (98–117) 
    - Consul: Appius Annius Trebonius Gallus
    - Consul: Marcus Atilius Metilius Bradua
    - Consul suffectus: Publius Aelius Hadrianus
    - Consul suffectus: Marcus Trebatius Priscus
    - Consul suffectus: Marcus Titius Lustricus Bruttianus
    - Consul suffectus: Quintus Pompeius Falco

  - Dacia provincia
    - Legatus: Iulius Sabinus (106–109)

## Ázsia
- Armenia
  - Király: Szanatrukész (75–110)

- Elümaisz
  - Király: Kamnaszkirész-Oródész (100-120)

- Hsziungnuk
  - Sanjü: Tan (98-124)

- Ibériai Királyság
  - Király: I. Amazaszposz (106-116)

- India
  - Anuradhapura
    - Király: Vaszabha (67–111)

  - Szátaváhana Birodalom
    - Király: Gautamiputra Szátakarni (106–130)

- Japán
  - Császár: Keikó (71–130)

- Kína (Han-dinasztia)
  - Császár: Han An-ti (106–125)

- Korea
  - Pekcse
    - Király: Kiru (77–128)

  - Kogurjo
    - Király: Thedzso (53–146)

  - Silla
    - Király: Phasza (80–112)

  - Kumgvan Kaja
    - Király: Szuro (42–199?)

- Kusán Birodalom
  - Király: I. Kaniska (100–126)

- Oszroéné
  - Király: Szanatrukész (91–109)

- Pártus Birodalom
  - Nagykirály: II. Pakórosz (78–115)

- Római Birodalom
  - Cappadocia et Galatia provincia
    - Legatus: Gaius Iulius Quadratus Bassus (107–112)

  - Syria provincia
    - Legatus: Aulus Cornelius Palma Frontonianus (104–108)

## Afrika
- Római Birodalom
  - Aegyptus provincia
    - Praefectus: Servius Sulpicius Similis (107–112)

- Kusita Királyság
  - Kusita uralkodók listája

## Fordítás
- Ez a szócikk részben vagy egészben  a   Liste der Staatsoberhäupter 108 című német Wikipédia-szócikk ezen változatának fordításán alapul.  Az eredeti cikk szerkesztőit annak laptörténete sorolja fel. Ez a jelzés csupán a megfogalmazás eredetét és a szerzői jogokat jelzi, nem szolgál a cikkben szereplő információk forrásmegjelöléseként.